# Cumhuriyet-Prozess

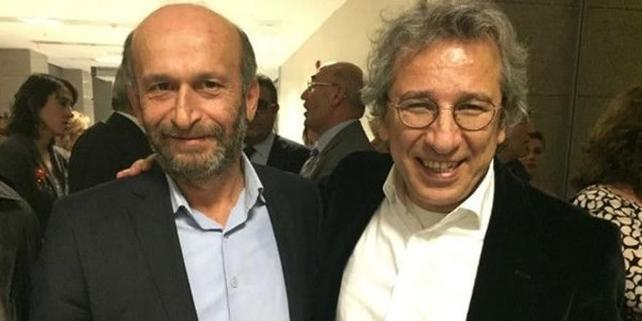
Erdem Gül und Can Dündar 2016

Der Cumhuriyet-Prozess ist ein Strafverfahren vor der 14. Großen Strafkammer in Istanbul gegen den Chefredakteur der Zeitung Cumhuriyet, Can Dündar, und gegen den Leiter des Hauptstadtbüros der Zeitung, Erdem Gül. Ihnen werden seitens der Staatsanwaltschaft folgende Straftaten zur Last gelegt:
- wissentliche und willentliche Unterstützung einer bewaffneten Terrororganisation, ohne in die hierarchischen Strukturen der Organisation eingebunden zu sein (Artt. 220 Abs. 7, 314 Abs. 2 tStGB)
- zum Zweck politischer oder militärischer Spionage erfolgte Beschaffung (Art. 328 Abs. 1 tStGB) und Offenbarung (Art. 330 Abs. 1 tStGB) von Informationen, deren Geheimhaltung im Hinblick auf die Sicherheit oder auf die innen- oder außenpolitischen Interessen des Staates notwendig ist
- Umsturzversuch unter Einsatz von Gewalt oder Beeinträchtigung der Amtsausübung der Regierung (Art. 312 Abs. 1 tStGB)

Der türkische Nachrichtendienst Millî İstihbarat Teşkilâtı und Staatspräsident Recep Tayyip Erdoğan waren Nebenkläger.
Dündar und Gül wurden am 6. Mai 2016 der Veröffentlichung von Staatsgeheimnissen für schuldig befunden. Dündar wurde zu fünf Jahren und zehn Monaten Freiheitsstrafe verurteilt, Gül zu fünf Jahren. Das Urteil ist bisher nicht rechtskräftig. Die Strafvollstreckung ist bis zur Rechtskraft des Urteils aufgeschoben.

## Hintergrund
Hintergrund ist ein geheimer Munitionstransport des Nachrichtendienstes nach Syrien mit Hilfe von drei Lastwagen, der am 19. Januar 2014 von der Jandarma in Ceyhan gestoppt und durchsucht worden war. Bereits am selben Tag berichteten die türkischen Medien über diesen Vorfall. In zwei Lastwagen sei demnach Kriegsausrüstung festgestellt worden. Die türkische Regierung erklärte, es handele sich um eine Hilfslieferung der İnsan Hak ve Hürriyetleri ve İnsani Yardım Vakfı (İHH) für die Turkmenen in Syrien. Die Cumhuriyet berichtete im Mai 2015, über ein Jahr später, über den Vorfall und veröffentlichte Bild- und Filmmaterial der Durchsuchung. Die Schlagzeile lautete: „İşte Erdoğan'ın yok dediği silahlar“ („Hier sind die Waffen, die Erdoğan leugnet“). Die Cumhuriyet zählte folgende Kriegsgüter auf: 1000 Mörsergranaten, 1000 Artilleriegeschosse, 50.000 Stück Sturmgewehr- und 30.000 Stück Maschinengewehrmunition. Ferner deutete der Bericht an, dass die Lieferung für die Miliz des Islamischen Staates (IS) bestimmt sei. Kurz nach der Veröffentlichung erklärte Erdoğan vor laufender Kamera, dass die Zeitung sich der Spionage schuldig gemacht habe, und drohte, dass die Journalisten einen hohen Preis bezahlen würden.

## Prozess

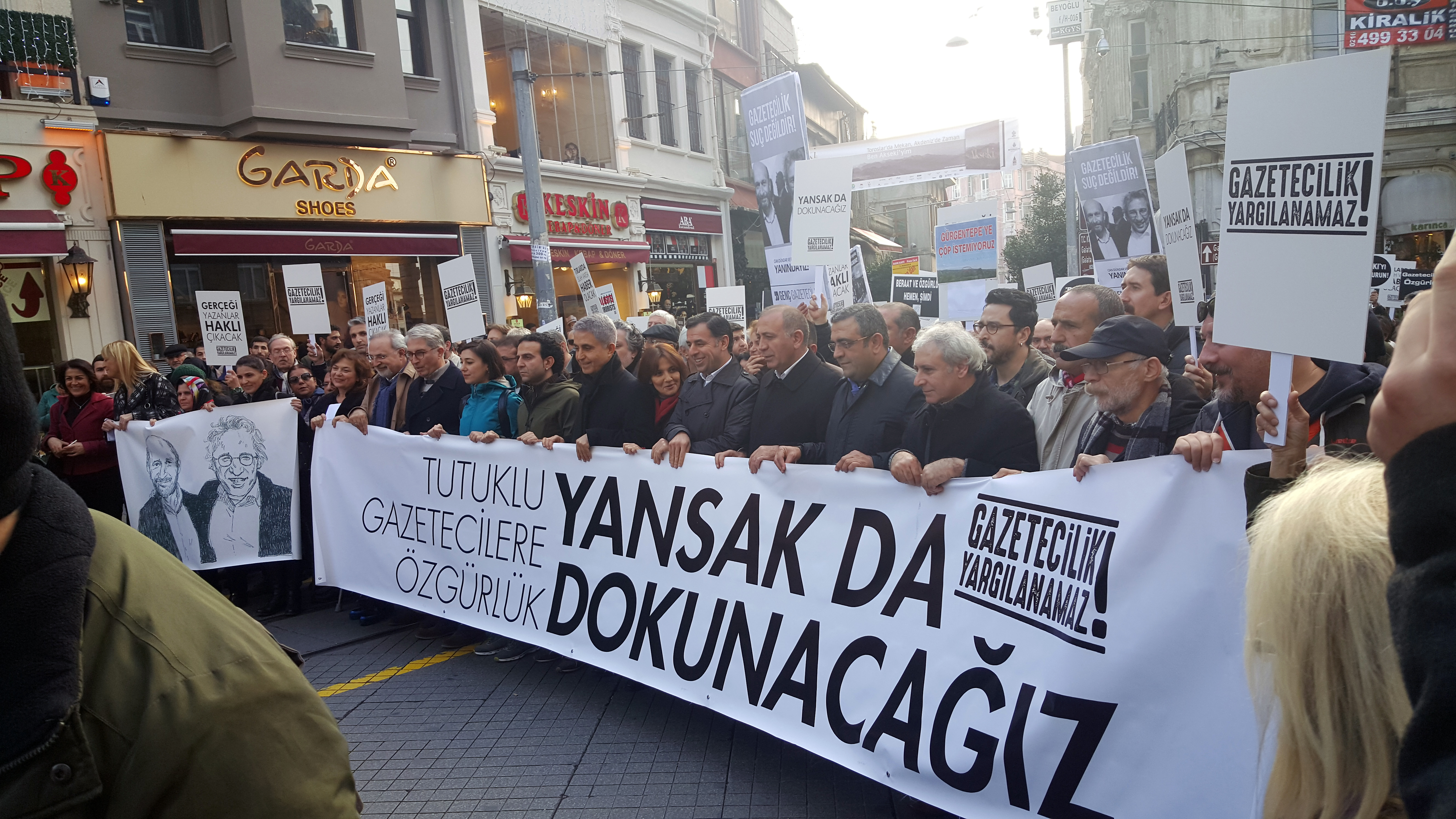
Proteste gegen die Festnahme von Dündar und Gül am 26. Dezember 2015

Die Staatsanwaltschaft forderte laut Anklageschrift jeweils lebenslange Freiheitsstrafen mit verschärftem Vollzug und bis zu 30 Jahre Haft für Dündar und Gül. Die beiden Journalisten wurden Ende November 2015 verhört und in der Haftanstalt Silivri in Untersuchungshaft genommen. Am 25. Februar 2016 erklärte das Verfassungsgericht, dass die Haft eine Rechtsverletzung darstelle und es zudem keinen hinreichenden Tatverdacht gebe. Die 14. Große Strafkammer verfügte daraufhin die Entlassung Güls und Dündars aus der Untersuchungshaft.
Nachdem Dündar und Gül auf einen Beschluss des türkischen Verfassungsgerichtes bis zu ihrem Prozess frei gelassen wurden, empörte sich Erdoğan: „Ich sage es offen und klar, ich akzeptiere das nicht und füge mich der Entscheidung nicht, ich respektiere sie auch nicht.“
Der Prozess begann am 25. März 2016 in Istanbul. Zum Prozessauftakt waren neben Kollegen der Journalisten, Oppositionspolitikern und einfachen Bürgern auch ausländische Diplomaten (u. a. Martin Erdmann aus Deutschland und Leigh Turner aus Großbritannien) gekommen. Am ersten Verhandlungstag entschied das Gericht, der Prozess solle unter Ausschluss der Öffentlichkeit fortgeführt werden.
Das Urteil wurde am 6. Mai 2016 verkündet. Vor der Urteilsverkündung schoss außerhalb des Gerichts ein Attentäter auf Dündar, verfehlte diesen und verletzte einen anwesenden Journalisten durch einen Streifschuss. Dündar und Gül wurden der Veröffentlichung von Staatsgeheimnissen für schuldig befunden. Die Anklage bezüglich der Unterstützung einer Terrororganisation wurde auf Antrag der Staatsanwaltschaft zur Entscheidung in einem gesonderten Verfahren abgetrennt. Dündar wurde zu fünf Jahren und zehn Monaten Freiheitsstrafe verurteilt, Gül zu fünf Jahren. Das Urteil ist bisher nicht rechtskräftig. Die Strafvollstreckung ist bis zur Rechtskraft des Urteils aufgeschoben. Bereits vor der Urteilsverkündung hatte der Verteidiger Dündars für den Fall eines Schuldspruchs Rechtsmittel angekündigt.

## Internationale Reaktionen
Über Waffenlieferungen zu berichten, sei eine Angelegenheit des „öffentlichen Interesses“, sagte Emma Sinclair-Webb von Human Rights Watch und kritisierte den Prozess.